# 히토쓰야나기 나오요리
히토쓰야나기 나오요리(일본어: 一柳直頼, 1602년 9월 8일 ~ 1645년 5월 23일)는 에도 시대 전기의 다이묘이다. 이요 고마쓰번 초대 번주를 지냈다.
간베번주 히토쓰야나기 나오모리의 3남으로 간베 성에서 태어났다.

## 참고 문헌
- 간세이 중수제가보(寛政重修諸家譜) - 제604권
- 《이요 고마쓰 번 회소일기[2]》(伊予小松藩会所日記) - 마스카와 고이치(増川宏一) 저